# Associazione Calcio Nocerina 1987-1988
Questa pagina raccoglie le informazioni riguardanti l'Associazione Calcio Nocerina nelle competizioni ufficiali della stagione 1987-1988.

## Rosa
| N. |                   | Ruolo | Calciatore          |
| -- | ----------------- | ----- | ------------------- |
| -  | Italia (bandiera) | C     | Michele Amato       |
| -  | Italia (bandiera) | D     | Raffaele Barrella   |
| -  | Italia (bandiera) | A     | Girolamo Bizzarri   |
| -  | Italia (bandiera) | A     | Patrizio Chiaiese   |
| -  | Italia (bandiera) | D     | Angelo Fucina       |
| -  | Italia (bandiera) | A     | Paolo Gregoric      |
| -  | Italia (bandiera) | C     | Salvatore Mantovani |
| -  | Italia (bandiera) | C     | Sergio Manzi        |
| -  | Italia (bandiera) | D     | Vincenzo Mirra      |
| -  | Italia (bandiera) | A     | Gaetano Musella     |

| N. |                   | Ruolo | Calciatore        |
| -- | ----------------- | ----- | ----------------- |
| -  | Italia (bandiera) | P     | Cesidio Oddi      |
| -  | Italia (bandiera) | C     | Giuseppe Pacillo  |
| -  | Italia (bandiera) | A     | Gennaro Piccolo   |
| -  | Italia (bandiera) | C     | Bruno Ranieri     |
| -  | Italia (bandiera) |       | Robustelli        |
| -  | Italia (bandiera) | D     | Antonio Sassarini |
| -  | Italia (bandiera) | C     | Francesco Tudisco |
| -  | Italia (bandiera) |       | Varriale          |
| -  | Italia (bandiera) | D     | Andrea Veronici   |

## Risultati

### Campionato

#### Girone di andata
| 20 settembre 1987 1ª giornata | Nocerina | 0 – 1 | Monopoli |  |

| 27 settembre 1987 2ª giornata | Foggia | 0 – 0 | Nocerina |  |

| 4 ottobre 1987 3ª giornata | Nocerina | 1 – 0 | Catania |  |

| 11 ottobre 1987 4ª giornata | Francavilla | 1 – 1 | Nocerina |  |

| 18 ottobre 1987 5ª giornata | Nocerina | 0 – 1 | Salernitana |  |

| 25 ottobre 1987 6ª giornata | Cagliari | 0 – 0 | Nocerina |  |

| 1º novembre 1987 7ª giornata | Nocerina | 0 – 1 | Campania Puteolana |  |

| 8 novembre 1987 8ª giornata | Reggina | 1 – 0 | Nocerina |  |

| 15 novembre 1987 9ª giornata | Nocerina | 2 – 0 | Brindisi |  |

| 22 novembre 1987 10ª giornata | Casertana | 4 – 1 | Nocerina |  |

| 29 novembre 1987 11ª giornata | Nocerina | 3 – 0 | Torres |  |

| 6 dicembre 1987 12ª giornata | Ischia Isolaverde | 1 – 1 | Nocerina |  |

| 13 dicembre 1987 13ª giornata | Nocerina | 3 – 1 | Licata |  |

| 20 dicembre 1987 14ª giornata | Campobasso | 1 – 0 | Nocerina |  |

| 3 gennaio 1988 15ª giornata | Frosinone | 2 – 1 | Nocerina |  |

| 10 gennaio 1988 16ª giornata | Nocerina | 0 – 0 | Cosenza |  |

| 17 gennaio 1988 17ª giornata | Teramo | 1 – 2 | Nocerina |  |

#### Girone di ritorno
| 24 gennaio 1988 18ª giornata | Monopoli | 1 – 0 | Nocerina |  |

| 31 gennaio 1988 19ª giornata | Nocerina | 2 – 0 | Foggia |  |

| 7 febbraio 1988 20ª giornata | Catania | 2 – 0 | Nocerina |  |

| 21 febbraio 1988 21ª giornata | Nocerina | 0 – 0 | Francavilla |  |

| 28 febbraio 1988 22ª giornata | Salernitana | 0 – 0 | Nocerina |  |

| 6 marzo 1988 23ª giornata | Nocerina | 3 – 1 | Cagliari |  |

| 13 marzo 1988 24ª giornata | Campania Puteolana | 1 – 1 | Nocerina |  |

| 20 marzo 1988 25ª giornata | Nocerina | 0 – 0 | Reggina |  |

| 2 aprile 1988 26ª giornata | Brindisi | 1 – 0 | Nocerina |  |

| 10 aprile 1988 27ª giornata | Nocerina | 0 – 0 | Casertana |  |

| 17 aprile 1988 28ª giornata | Torres | 5 – 0 | Nocerina |  |

| 24 aprile 1988 29ª giornata | Nocerina | 1 – 1 | Ischia Isolaverde |  |

| 8 maggio 1988 30ª giornata | Licata | 2 – 0 | Nocerina |  |

| 15 maggio 1988 31ª giornata | Nocerina | 2 – 2 | Campobasso |  |

| 22 maggio 1988 32ª giornata | Nocerina | 2 – 1 | Frosinone |  |

| 29 maggio 1988 33ª giornata | Cosenza | 2 – 0 | Nocerina |  |

| 5 giugno 1988 34ª giornata | Nocerina | 3 – 0 | Teramo |  |